# ダヴィド・スヴャトスラヴィチ (リャザン公)
ダヴィド・スヴャトスラヴィチ（ロシア語: Давыд Святославич、? - 1147年）は初代リャザン公スヴャトスラフ・ヤロスラヴィチの子である。プロンスク公：1143年 - 1146年、リャザン公：1147年。
ダヴィドは1143年よりプロンスク公位にあった。その後、1147年にはリャザン公として記述されている。それはおそらく、叔父のロスチスラフがリャザンから敗走した後に、リャザン公位を占有したものと推測されている。